# Acrotaeniostola quinaria
Acrotaeniostola quinaria es una especie de insecto del género Acrotaeniostola de la familia Tephritidae del orden Diptera.

## Historia
Coquillett la describió científicamente por primera vez en el año 1910.